# Похмілля: Частина III
«Похмілля: Частина III» (англ. The Hangover Part III) — американська комедія режисера Тодда Філліпса (також був сценаристом і продюсером), що вийшла 2013 року. У головних ролях Бредлі Купер, Ед Гелмс, Зак Галіфіанакіс. Продовження фільму Похмілля-2: з Вегаса до Бангкока
Продюсерами також був Даніель Ґолдберґ. Вперше фільм продемонстрували 20 травня 2013 року у Лос-Анджелесі, США. В Україні прем'єра фільму відбулась 30 травня 2013 року.
Автор українського перекладу — Сергій SKA Ковальчук.

## Сюжет
Після того як ґанстери викрали їхнього друга Даґа, вовча зграя повинна знайти містера Чоу, що, згідно із слів ґанстерів, вкрав у них 21 млн доларів золотом.

## У ролях
| Актор            | Персонаж                                      | Роль                                  |
| ---------------- | --------------------------------------------- | ------------------------------------- |
| Бредлі Купер     | Філ Веннек (англ. Phil Wenneck)               | друг Алана, Ст'ю і Даґа               |
| Ед Гелмс         | Стюарт «Стю» Прайс (англ. Stuart "Stu" Price) | друг Алана, Філа і Даґа               |
| Зак Галіфіанакіс | Алан Ґарнер (англ. Alan Garner)               | друг Стю, Філа і Даґа                 |
| Джон Ґудман      | Маршалл (англ. Marshall)                      | намагається повернути вкрадене золото |
| Джастін Барта    | Даґ Біллінґс (англ. Doug Billings)            | друг Алана, Філа і Стю                |
| Кен Джонг        | Леслі Чоу (англ. Leslie Chow)                 |                                       |
| Мелісса Маккарті | Кессі Ґарнер (англ. Cassie Garner)            | дружина Алана                         |
| Гізер Грем       | Джейд (англ. Jade)                            | стриптизерка                          |
| Майк Еппс        | Даґ (англ. Doug)                              |                                       |
| Джеймі Чон       | Лорен (англ. Lauren)                          |                                       |

## Сприйняття

### Критика
Фільм отримав змішані відгуки: Rotten Tomatoes дав оцінку 19 % на основі 187 відгуків від критиків (середня оцінка 4/10) і 45 % від глядачів із середньою оцінкою 3,1/5 (153,796 голосів). Загалом на сайті фільм має негативний рейтинг, фільму зарахований «гнилий помідор» від кінокритиків і «розсипаний попкорн» від глядачів, Internet Movie Database — 5,9/10 (117 971 голос), Metacritic — 30/100 (37 відгуків критиків) і 5,4/10 від глядачів (401 голосів). Загалом на цьому ресурсі від критиків фільм отримав негативні відгуки, від глядачів — змішані.

### Касові збори
Під час показу в Україні, що стартував 30 травня 2013 року, протягом першого тижня фільм був показаний у 100 кінотеатрах і зібрав 804,384 $, що на той час дозволило йому зайняти 1 місце серед усіх прем'єр. Показ стрічки протривав 6 тижнів і завершився 1 грудня 2013 року. За цей час стрічка зібрала 1,790,834 $. Із цим показником стрічка зайняла 20 місце у кінопрокаті за касовими зборами в Україні.
Під час показу у США, що розпочався 23 травня 2013 року, протягом першого тижня фільм був показаний у 3,555 кінотеатрах і зібрав 41,671,198 $, що на той час дозволило йому зайняти 2 місце серед усіх прем'єр. Показ фільму протривав 85 днів (12,1 тижня) і завершився 15 серпня 2013 року. За цей час фільм зібрав у прокаті у США 112,200,072  доларів США, а у решті світу 249,800,000 $ (за іншими даними 235,300,000 $), тобто загалом 362,000,072 $ (за іншими даними 347,500,072 $).

### Нагороди і номінації[12]
| Рік  | Нагорода              | Категорія        | Номінант       | Результат |
| ---- | --------------------- | ---------------- | -------------- | --------- |
| 2013 | Golden Trailer Awards | Найкраща комедія | трейлер фільму | Перемога  |